# Rfiss
Ne doit pas être confondu avec rfissa.
Le rfiss est un mets sucré traditionnel d'Algérie ,,,, ,à base de galette émiettée, dite mbesses, ou de pâte feuilletée servant à la préparation du msemmen.

## Étymologie
Rfiss ou rfissa est un terme d'origine arabe de rafassa el khobza (« émietter et piler le pain »). Rfiss signifie donc « gâteau pilé ».

## Consommation
Le rfiss se consomme à l’occasion des grandes fêtes comme l'Aïd al-Fitr, des mariages et des naissances. Il est servi en dessert, en fin de repas, souvent accompagné de leben. Il se déguste aussi pendant le mois sacré du ramadan dans les villes de l'Est algérien comme à Constantine, Béjaïa, Jijel, Skikda, Annaba et Sétif. Dans certaines régions, le rfiss est préparé pour célébrer l'arrivée du printemps, comme il est de coutume chez les Chaouis.

## Préparation
La variante la plus répandue est constituée de mbesses, une galette à base de pâte de semoule sablée cuite au four ou sur un tajine, selon les régions, puis broyée et étuvée et arrosée généralement d'un sirop fait de lait, d'eau de fleur d'oranger, de beurre fondu et de miel. Au moment du service, le plat est présenté avec une garniture de noix, de sucre glace et de bourgeons de rose. Il est servi chaud ou froid.

## Variantes
Le rfiss est une appellation générique englobant plusieurs variétés de mets sucrés dont le point commun est qu'elles sont préparées soit à base de pâte sablée (mbesses), soit à base de semoule grillée, soit à base de pâte feuilletée et qu'elles se dégustent sucrées par apport de miel ou de sucre glace. Les variantes les plus connues sont :
- le  rfiss essemid [11]: C'est un mets sucré de l'Est Algérien. Il est à base de semoule grillée et de ghers (pâte d'une variété de datte). On verse la semoule grillée encore chaude sur la pâte de datte ce qui facilite la malaxation du mélange puis on rajoute du beurre fondu chaud. On sert le rfiss sous forme de petites boules (dite ka3bouche) ou bien le rfiss est façonnée sous forme d'une galette qu'on découpe en petits morceaux sous forme de losange. Ce type de rfiss est servi aussi dans la région de la Kabylie[12] ;
- le rfiss constantinois : c’est un plat de cérémonie et de fête de Constantine et des autres villes de l'Est algérien influencées par la gastronomie constantinoise[9]. La semoule est tamisée puis forme une pâte, après l'adjonction de sel et d’eau, aplatie pour former une galette cuite au four. Celle-ci est broyée à l'aide d'un pilon et d'un mortier et étuvée dans un couscoussier[9]. Le tout est aspergé d’eau de fleur d'oranger puis arrosé d'un sirop à base de beurre et de miel pour que la semoule absorbe le sirop ; la préparation est finalement saupoudrée de sucre glace et décorée de fruits secs et de petits cubes de beurre[9] ;
- le rfiss rana[13] : une variété dite noble du rfiss constantinois. Dans la recette originale de ce rfiss, on utilise l'eau de rose à la place de l'eau de fleur d'oranger ;
- le rfiss zirawi[14] : c’est un mets traditionnel de la cuisine des Chaouis[10]. Il se prépare avec de la pâte de dattes appelée ghers. Après cuisson, la pâte de chekhchoukha passe par un tamis spécial pour avoir des morceaux de pâte de petites dimensions qu'on incorpore à la pâte de dattes, le mélange cuit à la vapeur et arrosé d'un mélange de miel et de beurre fondu. Il y a une deuxième variante qu'on appelle rfiss el kessra connu à Batna  où l'on utilise une galette (rakhsas) cuite et broyée à la place des petits morceaux de chekhechoukha.On le sert surtout aux invités lors des fêtes de circoncision.;
- le rfiss naïli : c'est une variante du rfiss propre aux Ouled Naïl. Il se prépare dans les villes et les oasis de Djelfa, Bou Saâda et M'Sila, avec une grande quantité de pâte de dattes comme le rfiss zirawi. La galette est cuite sur un tajine, puis broyée à l’aide d’un mortier et mélangée avec la pâte de dattes et du beurre de brebis. On lui ajoute souvent des épices comme le paprika ou le hror. Il est servi dans un grand plat en bois appelé gasâa. Ce mets est aussi connu sous le nom de rfiss bosloe[15] ;
- le rfiss el aachab : traduit par « rfiss aux herbes », comme son nom l’indique, il est préparé avec une grande variété d’herbes et de plantes comme le pouliot ou l’origan. La galette est préparée à base d’huile d’olive et différentes herbes cuites sur un tajine, puis elle est broyée. Le plat est servi dans une assiette arrosée d’huile d’olive et saupoudré de sucre glace ;
- le rfiss tlemeceni : originaire de Tlemcen, il est préparé à base d’une galette mbesses, cuite sur un tajine, broyée puis mise à cuire dans une casserole avec un mélange de lait, de miel, de beurre et d'eau de fleur d’oranger, jusqu’à l'absorption de tous ces ingrédients. Contrairement aux autres rfiss, il a un aspect un peu pâteux comme la tamina. Il est servi avec du miel et décoré de fruits secs ;
- le rfiss au ftét : ce rfiss est différent car il se prépare à base d’une pâte très fine nommée ftét. Cette pâte est préparée presque de la même manière que le msemmen. Les feuilles de ftét sont ensuite cuites à la vapeur puis arrosées de miel et de beurre fondu, ou juste saupoudrées de sucre glace ; on y ajoute des fruits et des raisins secs.

À Constantine, il est nommé mechlewech.[réf. nécessaire]